# ريان فيشر
ريان فيشر (بالإنجليزية: Ryan Fisher)‏ هو متسابق دراجات نارية أمريكي، ولد في 7 سبتمبر 1983 في نوركو في الولايات المتحدة.